# Peachtree City
Peachtree City è una città degli Stati Uniti d'America, situata nella contea di Fayette nello Stato della Georgia.